# دورنیه دو ۲۶
دورنیه دو ۲۶ (به آلمانی: Dornier Do 26) یک قایق پرنده باری و شناسایی ساخت شرکت دورنیه فلوکتسویک‌ورکه در آلمان بود. این هواگرد نخستین پرواز خود را روز ۲۱ مه سال ۱۹۳۸ انجام داد. در مجموع تنها ۶ فروند از دو ۲۶ تولید شد.

## طراحی و توسعه

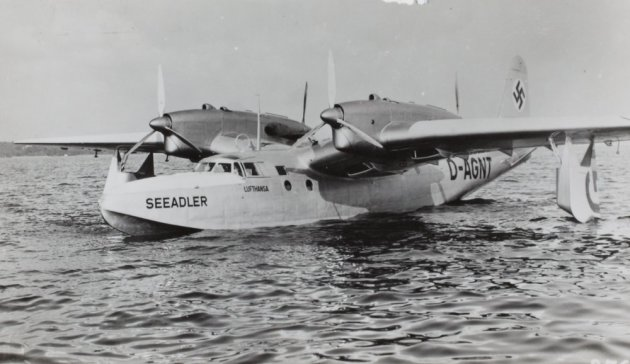
یکی از نمونه های هواگرد دورنیه دو 26

هواگرد تمام‌فلزی دورنیه دو ۲۶ با چهار سرنشین و قابلیت حمل ۵۰۰ کیلوگرم محموله جهت امور پستی از لیسبون تا نیویورک با گذر از اقیانوس اطلس طراحی گردید. دو جفت عقبی موتورهای یونکرس یومو ۲۰۵ در حالتی غیر معمول هنگام برخاستن ۱۰ درجه به بالا کج می شدند تا ملخ‌های آن‌ها به زمبن برخورد نکند. دویچه لوفت‌هانزا سال ۱۹۳۷ سه فروند دو ۲۶ با پوسته مقاوم جهت پرتاب از منجیق از روی کشتی‌های پشتیبانی سفارش داد. نخستین فروند روز ۲۱ مه سال ۱۹۳۸ به پرواز درآمد. دو فروند دیگر (فا۱ و فا۲) پیش از آغاز جنگ جهانی دوم تکمیل شدند و تحت عنوان دو ۲۶آ به این خط هوایی تحویل گردیدند‌.
هدف از فا۳ استفاده به عنوان پیش‌نمونه دو ۲۶ب با یک اتاقک برای ۴ مسافر و هدف از فا۴، فا۵ و فا۶ استفاده به عنوان پیش‌نمونه دو ۲۶سی با یک اتاقک برای ۶ مسافر بود. با این وجود، با آغاز جنگ هر چهار هواگرد با عنوان دو ۲۶دی-۰ پس از تکمیل به لوفت‌وافه سپرده شدند. این هواگردها دارای سه مسلسل ام‌گه ۱۵ دو مورد در اطراف بدنه و سومی در جایگاهی ضد آب در دم بودند. یک توپ خودکار ام‌گه ۱۵۱ب نیز در دماغه هواگرد تعبیه شده بود.

## تاریخچه عملیاتی
دورنیه دو ۲۶ هیچگاه در مقصود اولیه خود در پرواز بر فراز اقیانوس اطلس شمالی به کار برده نشد و تنها ۱۸ بار از اقیانوس اطلس جنوبی گذر کرد. فا۲ و هواگردهای دو ۲۶دی در وظایف ترابری و شناسایی دریایی در لوفت‌وافه مورد استفاده قرار گرفتند. یگان به‌کاربرنده این هواگردها در نبرد نروژ حضور یافت و اقدام به ترابری نیرو و تدارکات نمود. دو فروند از آن‌ها ۲۸ مه سال ۱۹۴۰ توسط جنگنده‌های نیروی هوایی بریتانیا ساقط گشتند. یکی این دو هواگرد موفق به فرود اضطراری شد اما به غنیمت نیروهای نروژی درآمد. سه فروند دیگر تا پایان نبرد به فعالیت ترابری ادامه دادند. این هواگردها از خط مقدم عقب کشیده شده و در ماموریت‌های ارتباطی به‌کار گرفته شدند. در نهایت دشواری در تأمین قطعات یدکی موجب کنار نهاده شدن آن‌ها گشت.

## مشخصات فنی (دو ۲۶دی-۰)

### مشخصات عمومی
- طول: ۲۴.۶ متر
- طول بال: ۳۰ متر
- ارتفاع: ۶.۸۵ متر
- مساحت بال: ۱۲۰ متر مربع
- وزن خالی: ۱۱.۳ تن
- حداکثر وزن بارگیری: ۲۲.۵ تن
- نیرومحرکه: چهار موتور شعاعی بنزینی یونکرس یومو ۲۰۵دی: ۸۸۰ اسب بخار (۶۵۶ کیلووات)
- ملخ: سه تیغه فلزی

### عملکرد
- حداکثر سرعت: ۳۲۳ کیلومتر بر ساعت
- پایاسیر در برد بلند: ۲۵۷ کیلومتر بر ساعت
- برد: ۷۱۰۰ کیلومتر
- حداکثر ارتفاع: ۴۵۰۰ متر

### تسلیحات
- یک توپ خودکار ام‌گه ۱۵۱ با کالیبر ۲۰ میلی‌متر در برجک دماغه
- دو مسلسل ام‌گه ۱۵ با کالیبر ۷٫۹۲ میلی‌متر شلیک‌کننده رو به عقب در برجک‌های اطراف بدنه
- یک مسلسل ام‌گه ۱۵ با کالیبر ۷٫۹۲ میلی‌متر در کف انتهای بدنه